# العلاقات القرغيزستانية النيبالية
العلاقات القيرغيزستانية النيبالية هي العلاقات الثنائية التي تجمع بين قيرغيزستان ونيبال.

## مقارنة بين البلدين
هذه مقارنة عامة ومرجعية للدولتين:
| وجه المقارنة                                              | قيرغيزستان                      | نيبال                             |
| --------------------------------------------------------- | ------------------------------- | --------------------------------- |
| المساحة (كم2)                                             | 199.95 ألف                      | 147.18 ألف                        |
| عدد السكان (نسمة)                                         | 6.20 مليون                      | 29.40 مليون                       |
| الكثافة السكانية (ن./كم²)                                 | 31.01                           | 199.76                            |
| العاصمة                                                   | بيشكك                           | كاتماندو                          |
| اللغة الرسمية                                             | اللغة الروسية، اللغة القيرغيزية | اللغة النيبالية                   |
| العملة                                                    | سوم قيرغيزستاني                 | روبية نيبالية                     |
| الناتج المحلي الإجمالي (بليون دولار)                      | 7.56 مليار                      | 24.47 مليار                       |
| الناتج المحلي الإجمالي (تعادل القوة الشرائية) بليون دولار | 20.45 مليار                     | 70.20 مليار                       |
| الناتج المحلي الإجمالي الاسمي للفرد دولار أمريكي          | 1.10 ألف                        | 743                               |
| الناتج المحلي الإجمالي للفرد دولار أمريكي                 |                                 | 2.37 ألف                          |
| مؤشر التنمية البشرية                                      | 0.655                           | 0.548                             |
| رمز المكالمات الدولي                                      | +996                            | +977                              |
| رمز الإنترنت                                              | .kg                             | .np                               |
| المنطقة الزمنية                                           | ت ع م+06:00                     | UTC+05:45، التوقيت الموحد لنيبال ‏ |

## منظمات دولية مشتركة
يشترك البلدان في عضوية مجموعة من المنظمات الدولية، منها:
| علم المنظمة | اسم المنظمة                                                | تاريخ انضمام قيرغيزستان | تاريخ انضمام نيبال |
| ----------- | ---------------------------------------------------------- | ----------------------- | ------------------ |
|             | مؤسسة التنمية الدولية                                      | 24 سبتمبر 1992          | 6 مارس 1963        |
|             | يونسكو                                                     | 2 يونيو 1992            | 1 مايو 1953        |
|             | مؤسسة التمويل الدولية                                      | 11 فبراير 1993          | 7 يناير 1966       |
|             | منظمة حظر الأسلحة الكيميائية                               | ?                       | ?                  |
|             | الأمم المتحدة                                              | 2 مارس 1992             | 14 ديسمبر 1955     |
|             | منظمة الشرطة الجنائية الدولية                              | ?                       | ?                  |
|             | البنك الدولي للإنشاء والتعمير                              | 18 سبتمبر 1992          | 6 سبتمبر 1961      |
|             | الاتحاد البريدي العالمي                                    | ?                       | ?                  |
|             | وكالة ضمان الاستثمار متعدد الأطراف                         | 21 سبتمبر 1993          | 9 فبراير 1994      |
|             | بنك التنمية الآسيوي                                        | 1994                    | 1966               |
|             | العملية المشتركة للاتحاد الأفريقي والأمم المتحدة في دارفور | ?                       | ?                  |
|             | منظمة التجارة العالمية                                     | ?                       | ?                  |

## وصلات خارجية
- موقع وزارة الخارجية النيبالية